# Штайрэгг
Штайрэгг (нем. Steyregg) — община и город  в Австрии, в федеральной земле Верхняя Австрия. 
Входит в состав округа Урфар-Умгебунг.  Население составляет 4762 человека (на 31 декабря 2005 года). Занимает площадь 33 км². Официальный код  —  41 624.

## Политическая ситуация
Бургомистр общины — Йозеф Бухнер (SBU) по результатам выборов 2003 года.
Совет представителей общины (нем. Gemeinderat) состоит из 31 места.
- другие: 12 мест.
- СДПА занимает 11 мест.
- АНП занимает 7 мест.
- АПС занимает 1 место.